# 文宗 (高麗王)
文宗（ぶんそう、1019年12月29日 - 1083年9月2日）は第11代高麗王（在位：1046年 - 1083年）。姓は王、諱は徽、初名は緒、諡号は章聖剛正明戴仁孝大王。

## 概要
顕宗と元恵太后金氏（金殷傅の娘）の子として生まれる。1022年楽浪君に冊封され、1037年内史令、兄の靖宗の死後、即位した。
文宗の時代に高麗のすべての制度と整備が完成され、社会的に非常に安定して文化が発展した。

## 人物
高麗は、宋、契丹、女真などとも活発に交流し、これらの国からの帰化人も多かった。帰化人の職種で最も多いのは、文人、文士、官人などのインテリであり、他には、商人、訳語、僧侶、医師、音楽家、占術師などである。後三国を統一を主導した勢力は武将であるため、知識層が絶対的に不足していたため、高麗は、帰化人に官職、土地、家屋、物品を与えるなど帰化人を優遇した。女真の耶邑幹（朝鮮語: 야읍간）が東北面に来て自分の父親、母親、兄弟など6人が高麗に亡命しており、自分も家族とともに暮らしたいと懇願した。文宗は「両親に親孝行するためにも、両親の親戚もともに連れて来て、嶺南に移住させよ」とする命令を下した。帰化人は、外交、通訳、貿易、医療、音楽、占術など多方面で活躍し、高麗の発展に大きく寄与した。

## 宗室

### 后妃
- 仁平王后金氏（顕宗と元成王太后 金氏の娘）
- 仁睿太后李氏（李子淵の長女）
  - 順宗
  - 宣宗
  - 粛宗
  - 大覚国師 王煦（字は義天）
  - 常安公 王琇
  - 普応僧統 王竀
  - 金官侯 王㶨
  - 卞韓侯 王愔
  - 楽浪侯 王忱
  - 聡慧首座 王璟
  - 積慶宮主
  - 保寧宮主
- 仁敬賢妃李氏（李子淵の次女）
  - 朝鮮公 王濤
    - 朝鮮公の息子：江陵公 王温（毅宗の妃荘敬王后、明宗の妃光靖王后、神宗の妃宣靖王后の父）

  - 扶余公 王㸂
  - 辰韓公 王愉（睿宗の妃文貞王后の父）

- 仁節賢妃李氏（李子淵の三女）
- 仁穆徳妃金氏